# Rosenfeldův palác
Rosenfeldův palác (slovensky Rosenfeldov palác) je budova v Žilině na ulici J. M Hurbana 28. Byla postavena v secesním stylu a dokončena v roce 1907 podle projektu žilinského architekta Mikuláše Rautera (Nicoletti Rauter). Architekturou připomíná vídeňský palác Belvedér. Od roku 2009 je národní kulturní památkou.
Dům dal postavit žilinský bankéř a obchodník Ignác Rosenfeld. Sloužil jako jeho sídlo a zároveň jako sídlo Žilinské obchodní banky. Po smrti svých majitelů plnila budova účel kancelářského objektu a sídla bank, později zde byl na počátku 50. let zřízen Pionýrský dům. Od roku 1990 budova sloužila jako centrum volného času. Od roku 2011 byla pro havarijní stav budova uzavřena a chátrala. V roce 2015 byla zahájena rekonstrukce objektu.
Budova má půdorys nepravidelného písmene C. Před vstupem do objektu se nachází malý dvůr s kovanou bránou (brána je samostatně chráněný památkový objekt). Objekt má dále výrazně zdobenou fasádu a členitou střechu s doplňky.